# Be-in Kyun
Be-in Kyun är en ö i Myanmar.   Den ligger i regionen Rakhinestaten, i den sydvästra delen av landet, 280 km sydväst om huvudstaden Naypyidaw. Arean är 0,24 kvadratkilometer.
Terrängen på Be-in Kyun är mycket platt. Öns högsta punkt är 8 meter över havet. Den sträcker sig 0,6 kilometer i nord-sydlig riktning, och 1,0 kilometer i öst-västlig riktning.  I omgivningarna runt Be-in Kyun växer i huvudsak städsegrön lövskog.